# وصیه عمران (روستا)
 وصیه عمران  (در عربی:  وَصیَة عِمران )
نام روستایی است در دهستان ذی عُمران از توابع استان رَیمه در کشور یمن در شبه جزیره عربستان.

## جمعیت
جمعیت آن (۲۳۸ ) نفر (۱۷ خانوار) می‌باشد.